# Volkshochschule Hilden-Haan
Der VHS-Zweckverband Hilden-Haan ist eine kommunale Bildungseinrichtung der benachbarten Städte Hilden und Haan im Kreis Mettmann. Er ist Mitglied des Landesverbandes der Volkshochschulen von Nordrhein-Westfalen e. V. und dem Bildungsauftrag, wie er sich aus dem Weiterbildungsgesetz ergibt, verpflichtet.

## Geschichte

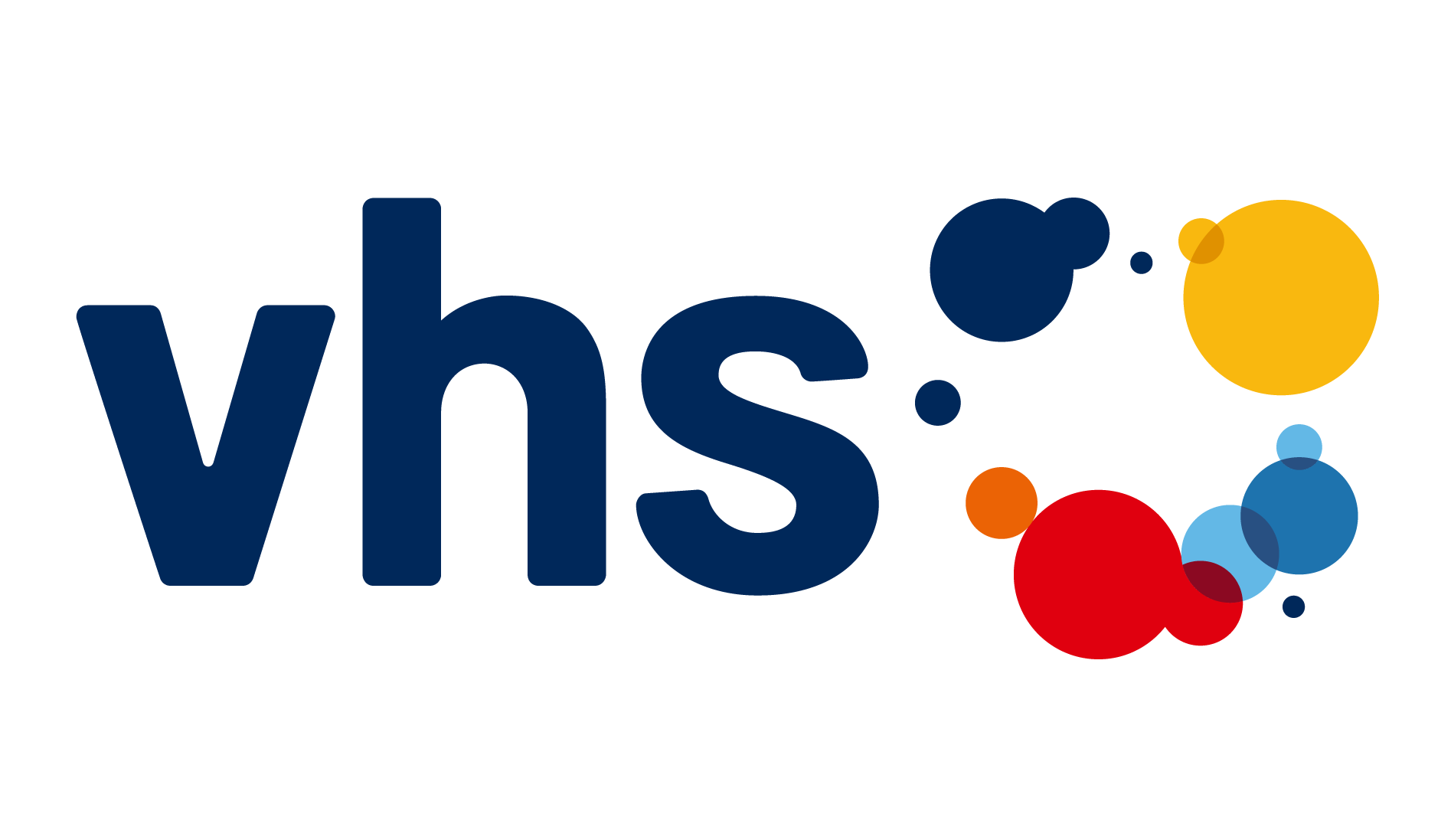
Logo des Deutschen Volkshochschul-Verbandes und auch der VHS Hilden-Haan

Im Jahr 1920 wurden die Volkshochschulen der Städte Hilden und Haan gegründet. Damals handelte es sich um zwei voneinander unabhängige Bildungseinrichtungen. Erst später schaffte das Land Nordrhein-Westfalen mit dem Ersten Weiterbildungsgesetz vom 31. Juli 1974 die Grundlage, auf der der VHS-Zweckverband Hilden-Haan zu Beginn des Jahres 1976 gegründet wurde.
Organe des Zweckverbandes sind die Verbandsversammlung und der Verbandsvorsteher.

## Standorte

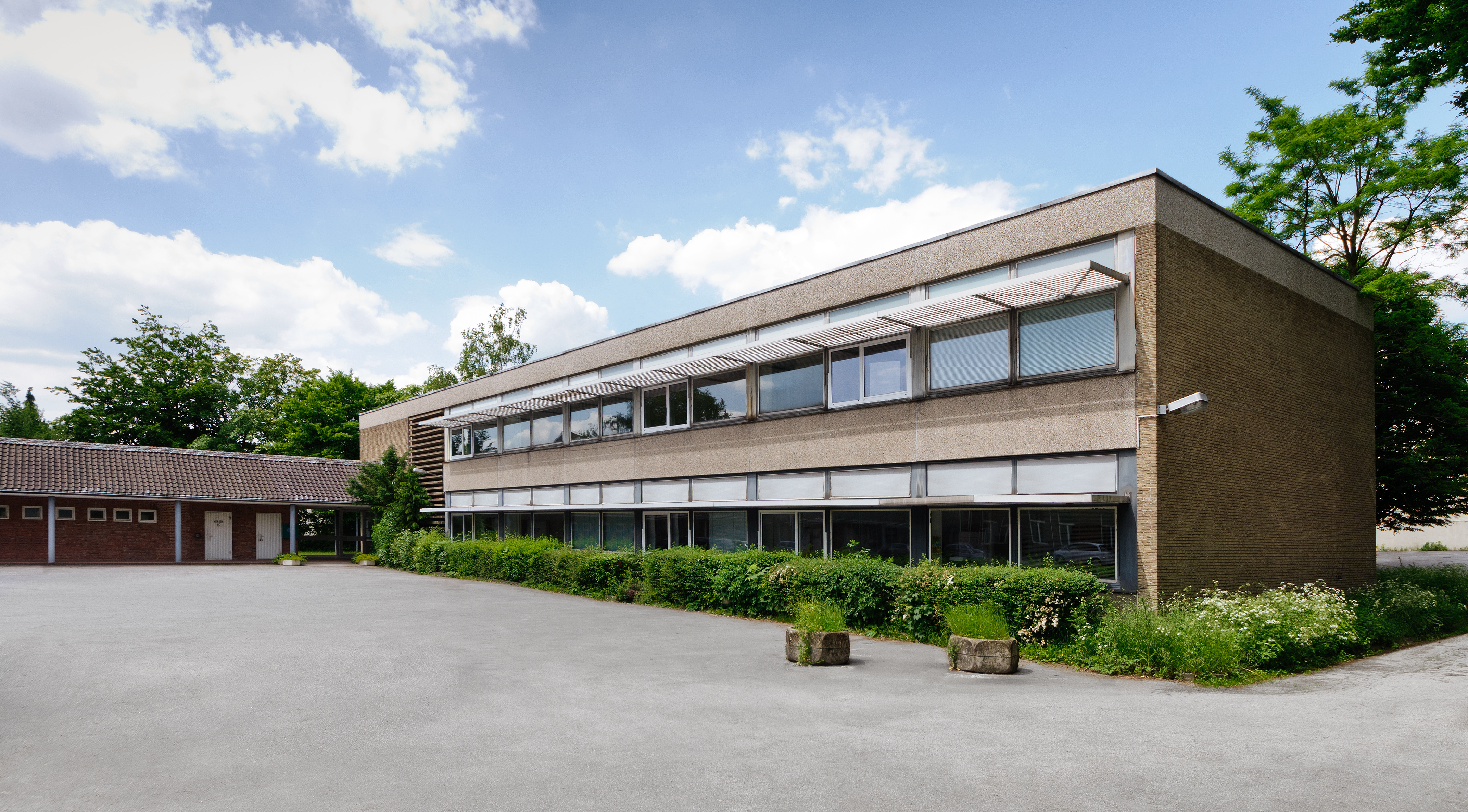
VHS-Gebäude in Haan

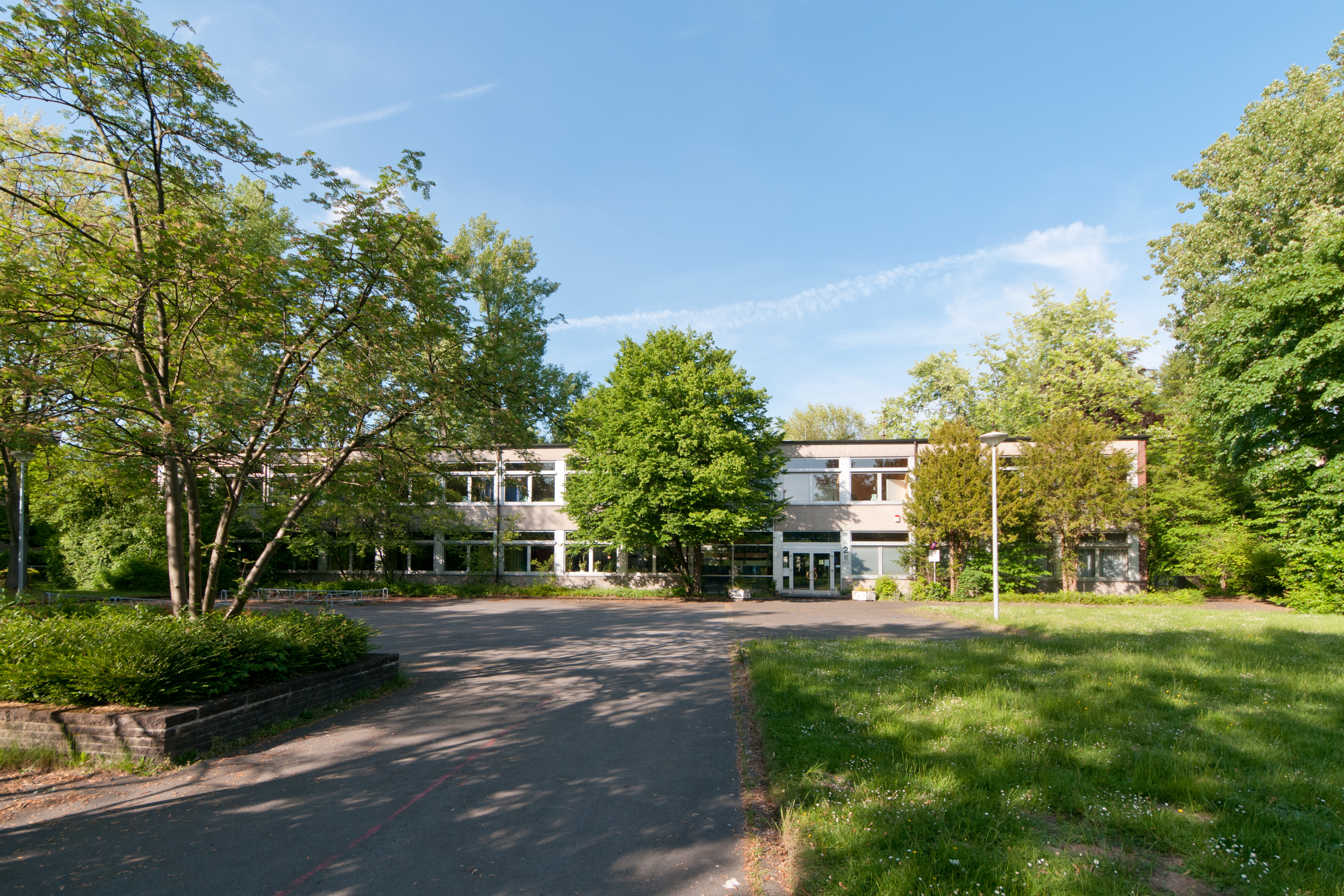
Theodor-Heuss-Schule, Hilden

Die VHS Hilden-Haan ist an drei Standorten ansässig. Hauptsitz ist im „Alten Helmholtz“ in Hilden, Gerresheimer Straße 20. Dort befindet sich die VHS-Leitung und -Verwaltung und dort findet ein Großteil der Veranstaltungen statt.
Ein weiterer Standort in Hilden befindet sich in der ehemaligen Theodor-Heuss-Schule, Furtwänglerstraße 2. Dort werden u. a. Sprachkurse und der zweite Bildungsweg angeboten.
Der Haaner Standort, an dem diverse Kurse angeboten werden, befindet sich an der Dieker Straße 49.

## Programm
Die folgenden Bereiche der Weiterbildung werden in zwei Semestern pro Jahr angeboten:
- Weltansichten:  Politik und Europa, Familie und Gesellschaft, Umwelt und Natur
- Kunst-voll:  Kultur, Kunst und Kreativität
- Gesundes Leben:  Ernährung, Gesundheit, Bewegung und Entspannung
- Verständigung:  Deutsch und Fremdsprachen
- Weiterkommen:  Berufliche Weiterbildung, Firmenschulungen, EDV
- Zweite Chance/Wiedereinstieg:  Schulabschlüsse sowie schulische Aus- und Weiterbildung/Berufsqualifizierung und Berufsvorbereitung für Jugendliche und Erwachsene
- Junge VHS
- Aktiv älter werden

## Zweiter Bildungsweg/Schulabschlüsse
Folgende Schulabschlüsse können nachgeholt werden:
- Hauptschulabschluss Klasse 9
- Hauptschulabschluss Klasse 10
- Mittlerer Schulabschluss

## Integrationskurse
Seit Mitte 2012 ist die Volkshochschule Hilden-Haan durch das Bundesamt für Migration und Flüchtlinge (BAMF) zugelassener Träger für Integrationskurse im Sinne der Integrationskursverordnung. Die Kurse richten sich an Zuwanderer mit dem Ziel der Vermittlung von ausreichenden Kenntnissen der deutschen Sprache nach § 43 Abs. 3 des Aufenthaltsgesetzes und § 9 Abs. 1 Satz 1 des Bundesvertriebenengesetzes. Des Weiteren soll Alltagswissen sowie Kenntnisse der Rechtsordnung, der Kultur und der Geschichte Deutschlands, insbesondere auch der Werte des demokratischen Staatswesens der Bundesrepublik Deutschland und der Prinzipien der Rechtsstaatlichkeit, Gleichberechtigung, Toleranz und Religionsfreiheit nahegebracht werden.

## Weiterbildungen
Zusätzlich zum offenen Programm wird auch „Bildung auf Bestellung“ für Gruppen, Schulen und Teams sowie VHS-Business-Schulungen speziell für Unternehmen, Betriebe oder öffentliche Einrichtungen angeboten, wobei eine Förderung mit dem Bildungsscheck NRW möglich ist.